# سانت خوان دي مورو
بلدية سانت خوان دي مورو (بالإسبانية: San Juan de Moró)‏ (بالفالنسية:Sant Joan de Morò)، هي إحدى بلديات مقاطعة كاستيلون التي تقع في منطقة بلنسية، في شرق إسبانيا.
يبلغ عدد سكانها 2.375 نسمة وفقاً لإحصائية سنة (2006).